# Baily (kráter)
Nezaměňovat s jiným měsíčním kráterem podobného jména – Bailly.
Baily je lávou zaplavený kráter nacházející se uvnitř východní části Mare Frigoris (Moře chladu) na přivrácené straně Měsíce. Má průměr 27 km, jihovýchodní část jeho okrajového valu zcela chybí. Dno je rovné a postrádá centrální pahorek.
Západně leží výrazný kráter Aristoteles s menším sousedním Mitchellem, jižně se nachází měsíční moře Lacus Mortis (jezero smrti).

## Název
Mezinárodní astronomická unie v roce 1935 schválila jeho pojmenování na počest Francise Bailyho, anglického podnikatele a astronoma.

## Satelitní krátery
V okolí kráteru se nachází několik dalších kráterů. Ty byly označeny podle zavedených zvyklostí jménem hlavního kráteru a velkým písmenem abecedy.
| Baily | Sel. šířka | Sel. délka | Průměr |
| ----- | ---------- | ---------- | ------ |
| A     | 48.6° S    | 31.3° V    | 16 km  |
| B     | 51.0° S    | 35.1° V    | 7 km   |
| K     | 51.5° S    | 30.5° V    | 3 km   |